# Oberea erythrocephala
Oberea erythrocephala је врста инсекта из реда тврдокрилаца (Coleoptera) и породице стрижибуба (Cerambycidae). Сврстана је у потпородицу Lamiinae..

## Распрострањеност
Врста је распрострањена широм Палеарктика. У Србији се бележи од крајњег севера до јужних крајева, али су налази спорадични. Углавном се бележи на песковитим пределима.

## Опис
Врста је веома варијабилна. Тело је уско и издужено. Основна боја тела је црна са црвеним удовима, али је често променљива и иде од црвеножуте до црне, док је глава обично црвена. Пронотум је четвртастог облика. Ноге и анални стернит су црвеножуте боје. Глава, пронотум и база покрилаца покривени су густим, дугим и сивим длакама. Дужина тела креће се у опсегу од 6 до 15 mm.

## Биологија
Животни циклус траје годину дана, ларве се развијају у стабљикама биљке домаћина. Адулти су активни од маја до јула и могу се наћи на биљци домаћину. Као домаћин јављају се врсте из рода Euphorbia. 

## Синоними
- Cerambyx erythrocephalus Schrank, 1776
- Saperda erythrocephala (Schrank, 1776)
- Lamia erythrocephala (Schrank, 1776)
- Amaurostoma erythrocephala (Schrank, 1776)
- Saperda cincta Gebler, 1830
- Saperda luteicollis Gebler, 1833